# Vláda Leopolda Hasnera

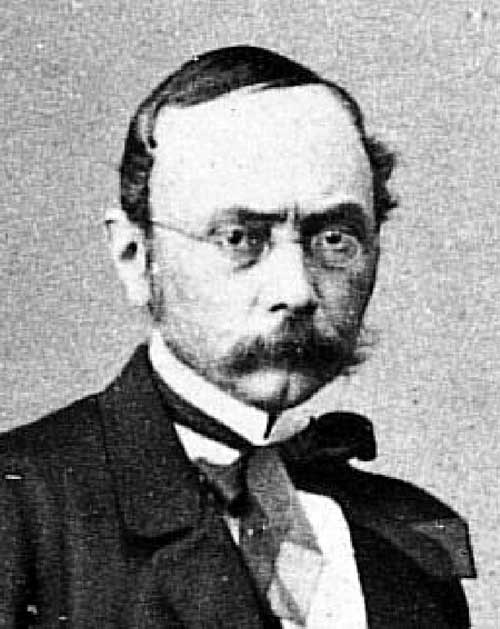
Ministerský předseda Leopold Hasner von Artha okolo roku 1862

Vláda Leopolda Hasnera byla vláda Předlitavska, úřadující od 1. února do 12. dubna 1870. Po pádu vlády sestavené Karlem von Auerspergem sestavil tuto novou vládu Leopold Hasner von Artha. Stejně jako jeho předchůdci ani Hasner nedokázal český zemský sněm přimět k vyslání zástupců na říšskou radu a 31. března 1870 navíc poslaneckou sněmovnu opustili polští poslanci, takže sněmovna nemohla přijímat ústavní změny. Vláda proto podala 4. dubna 1870 demisi, přičemž ministři spravovali své resorty ještě několik dní do jmenování kabinetu Alfreda von Potockého.

## Složení vlády
| Resort                              | Ministr                   | Nástup do funkce | Konec funkce   |
| ----------------------------------- | ------------------------- | ---------------- | -------------- |
| ministerský předseda                | Leopold Hasner von Artha  | 1. února 1870    | 4. dubna 1870  |
| ministr zemědělství                 | Anton Banhans             | 1. února 1870    | 12. dubna 1870 |
| ministr obchodu                     | Ignaz von Plener          | 1. února 1870    | 12. dubna 1870 |
| ministr kultu a vyučování           | Karl von Stremayr         | 1. února 1870    | 4. dubna 1870  |
| ministr financí                     | Rudolf Brestel            | 1. února 1870    | 12. dubna 1870 |
| ministr vnitra                      | Karl Giskra               | 1. února 1870    | 12. dubna 1870 |
| ministr spravedlnosti               | Eduard Herbst             | 1. února 1870    | 12. dubna 1870 |
| ministr zeměbrany                   | Johann von Wagner         | 1. února 1870    | 12. dubna 1870 |
| společní ministři Rakouska-Uherska: |                           |                  |                |
| * ministr zahraničí                 | Ferdinand von Beust       | 1. února 1870    | 12. dubna 1870 |
| * ministr války                     | Franz Kuhn von Kuhnenfeld | 1. února 1870    | 12. dubna 1870 |
| * ministr financí                   | Ferdinand von Beust       | 1. února 1870    | 12. dubna 1870 |